# بداندیش (فیلم ۱۹۹۵)
بداندیش (انگلیسی: Malicious) یک فیلم اروتیک کانادایی-آمریکایی است که در سال ۱۹۹۵ منتشر شد. از بازیگران آن می‌توان به مالی رینگوالد، جان ورنن و میمی کیزیک اشاره کرد.
شخصیت اصلی این فیلم مورد بحث روان‌پزشکان و کارشناسان سینما قرار گرفته و به‌عنوان نمونه‌ای سینمایی برای اختلال روان‌پزشکی معروف به اختلال شخصیت مرزی مورد استفاده قرار گرفته است.